# آن جوردن
آن جوردن (بالإنجليزية: Ann Jordan)‏ هي عاملة إجتماعية أمريكية، ولدت في 1935.